# Elizabeth Heiden
Elizabeth Heiden, Elizabeth Lee "Beth" Heiden-Reid, född 27 september 1959 i Madison, Wisconsin, är en amerikansk skridskoåkare och cyklist. Hon är syster till Eric Heiden.
Hon har bland annat vunnit en bronsmedalj på 3 000 meter hastighetsåkning vid Olympiska vinterspelen 1980 i Lake Placid.